# 卡珀尔 (下萨克森州)
卡珀尔（德語：Cappel，發音：[ˈkapl̩] ⓘ）是德国下萨克森州库克斯港县曾经的一个市镇，面积8.25平方千米，2024年12月31日人口为649人。2015年1月1日，卡珀尔与另外7个市镇合并为新市镇武斯特诺德塞屈斯特。